# Елизаветовка (Братский район)
Елизаветовка (укр. Єлизаветівка) — село в Братском районе Николаевской области Украины.
Население по переписи 2001 года составляло 310 человек. Почтовый индекс — 55430. Телефонный код — 5131. Занимает площадь 2,109 км².

## Местный совет
55430, Николаевская обл., Братский р-н, с. Анновка, ул. Советская, 22